# Gollumiellinae
Die Gollumiellinae bilden eine Unterfamilie der Eucharitidae innerhalb der Überfamilie der Erzwespen (Chalcidoidea). Die Gollumiellinae wurden 2004 von Heraty als Unterfamilie eingeführt. Sie bilden eine monophyletische Gruppe. Die Typusgattung ist Gollumiella Hedqvist, 1978.

## Merkmale
Die Unterfamilie wurde aufgrund molekularbiologischer Ergebnisse eingeführt. Das erste Larvenstadium ist planidial, also stark sklerotisiert mit funktionalen Beinen oder anderen Hilfsmitteln, sich fortzubewegen. Bei den Erzwespen sind Pronotum und Prepectus verschmolzen. Weiterhin weisen sie entweder einen Anellus auf oder das erste und zweite Geißelglied sind teilweise oder vollständig verschmolzen. Offenbar bilden die Gollumbiellinae eine Schwestergruppe zu den Oraseminae und Eucharitinae.

## Verbreitung
Das Verbreitungsgebiet der Unterfamilie reicht von Indien im Westen bis in den Indopazifischen Raum und umfasst die Orientalis, Ostpaläarktis und Australasien.

## Lebensweise
Von Gollumiella longipetiolata ist bekannt, dass die Art Ameisen der Gattung Paratrechina parasitiert. Die Weibchen von Gollumiella longipetiolata legen ihre Eier an den Blättern der Baumfarn-Art Cyathea latebrosa ab. Gollumiella antennata nutzt als Zwischenwirte Fransenflügler der Art Selenothrips rubrocinctus.

## Innere Systematik
Die Gollumiellinae umfassen folgende Gattungen:
- Anorasema Boucek, 1988 – 2 Arten; Orientalis
- Gollumiella Hedqvist, 1978 – 10 Arten; Australasien, Orientalis, Ostpaläarktis (China, Japan), Hawaii